# Cynorta sanarensis
Cynorta sanarensis is een hooiwagen uit de familie Cosmetidae.